# Euphorbia gentryi
Euphorbia gentryi là một loài thực vật có hoa trong họ Đại kích. Loài này được V.W.Steinm. & T.F.Daniel mô tả khoa học đầu tiên năm 1995 publ. 1996.